# 尤斯尼氏鸚嘴魚
尤斯尼氏鸚嘴魚，為輻鰭魚綱鱸形目隆頭魚亞目鸚哥魚科的其中一種，分布於西大西洋區，從美國新澤西州至巴西海域，棲息深度1-73公尺，體長可達30公分，棲息在海草床，以藻類為食，可做為食用魚。